# کاترین اسکندریه (فیلم)
«کاترین اسکندریه» (انگلیسی: Katherine of Alexandria (film)) یک فیلم درام تاریخی بریتانیایی است که در سال ۲۰۱۴ به نمایش درآمد.